# Сабвуфер
Сабву́фер (англ. subwoofer) — акустическая система, воспроизводящая звуки самых низких частот (в том числе инфразвук, от 5 Гц), обычно примерно от 20 до 65 (90) Гц.

## Описание
Низкие звуковые частоты плохо локализуются, то есть человеку сложнее определить, откуда идёт звук и, исходя из этого, — в многополосной аудиосистеме можно сделать одну большую низкочастотную колонку на всю систему, а в остальных колонках ("сателлиты") держать лишь средне- и высокочастотные динамики. Это делает акустическую систему более компактной, уменьшает стоимость и позволяет поместить громоздкий и вибрирующий сабвуфер в место, где он не будет мешать (например, под стол). Кроме того, подбирая подходящее место для сабвуфера, можно попытаться погасить низкочастотные стоячие волны, неизбежно возникающие в небольшом замкнутом помещении.
Сабвуфер обычно применяется в системах, рассчитанных на просмотр современных насыщенных спецэффектами фильмов (см. Домашний кинотеатр) и прослушивание современной музыки (особенно электронной) — в них важна убедительная передача самых низких частот.
Частая проблема сабвуферных систем — плохая стыковка амплитудно-частотных и фазо-частотных характеристик сателлитов и сабвуфера. На стыке АЧХ может быть как провал, так и завышение уровня из-за несоответствия частотного диапазона или интерференции волн с разным фазовым сдвигом. Поэтому на некоторых сабвуферах существует возможность подстройки его верхней граничной частоты и фазы.

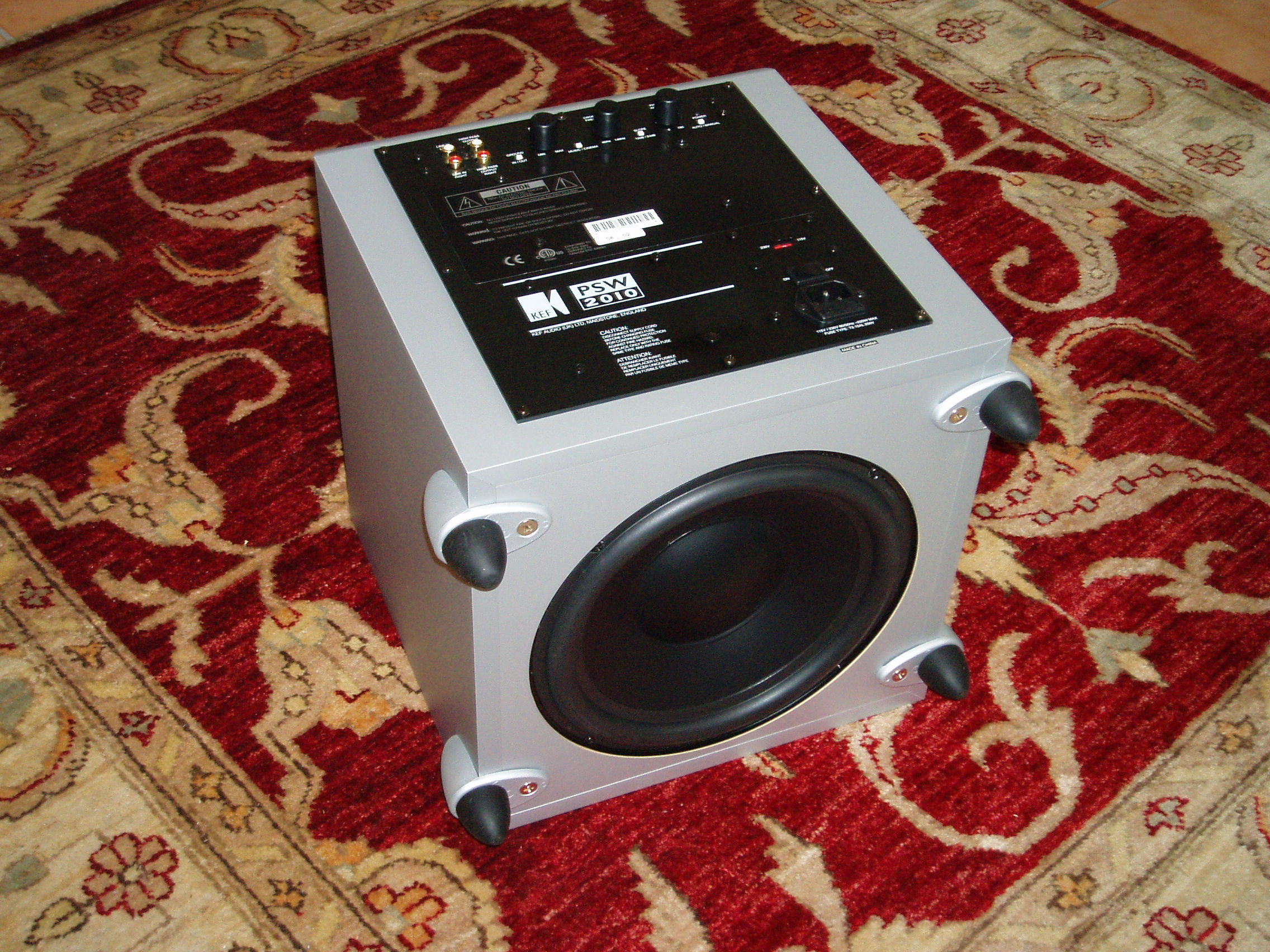
Сабвуфер

## Виды сабвуферов
По отношению к усилителю мощности, сабвуферы разделяют на активные и пассивные:
- Активный сабвуфер имеет встроенный усилитель мощности (который позволяет снять низкочастотную нагрузку с основного усилителя) и активный кроссовер, что позволяет отфильтровывать высокие частоты, упрощает согласование сабвуфера с широкополосными акустическими системами. Может получать сигнал линейного уровня (с уже обрезанными ВЧ) с отдельного канала источника, в таком случае кроссовер не нужен. 
Коммутация некоторых таких сабвуферов позволяет включение его между широкополосной[уточнить] АС и источником сигнала (сквозное подключение)[источник не указан 1787 дней]. 
Часто имеет дополнительные возможности для подстройки к конкретным условиям применения (поворот фазы, регулировка АЧХ, положения точек среза кроссовера, крутизны среза).
- Пассивный сабвуфер не оснащён усилителем мощности, поэтому он подключается «параллельно» с основными стереоколонками, или к отдельному каналу усилителя мощности.  
 Основной недостаток сквозного подключения пассивного сабвуфера состоит в том, что он дополнительно «нагружает» выходные усилители стереоканалов; это иногда снижает общую громкость и динамичность звучания аудиосистемы. Кроме того, наличие пассивного кроссовера на пути сигнала от усилителя мощности до акустической системы не может оказывать положительного влияния на качество звука. 
Из-за отсутствия средств настройки на борту пассивный сабвуфер очень требователен к размещению в помещении — для настройки его требуется передвигать пока не «найдётся» хороший бас.

- «Вращающийся сабвуфер» (Rotary woofer[англ.]) от Eminent Technology[англ.]

## Виды конструкций
- Закрытый ящик (closed box). Вид акустического оформления без дополнительных излучателей. Низкочастотный динамик установлен на одной из стенок герметичного ящика.
- Фазоинвертор (vented box). Вид акустического оформления с выводами в виде настроенных труб, из которых выходит воздух, тем самым излучая звук от задней части диффузора. Выбор размеров фазоинвертора зависит от параметров динамика, объёма корпуса и частоты, на которую он настраивается. Выше частоты настройки фазоинвертор препятствует чрезмерному раскачиванию диффузора динамика, причём звуковые волны, исходящие с тыльной стороны динамика, проходя через фазоинвертор меняют фазу и складываются с волнами фронтальной стороны. На частоте настройки колебания диффузора минимальны, а большая часть звуковой энергии излучается фазоинвертором. Использование фазоинвертора позволяет повысить КПД по сравнению с аналогичным закрытым корпусом, что значительно повышает отдачу на низких звуковых частотах, и в некоторых случаях позволяет расширить частотный диапазон.
- Пассивный излучатель (пассивный радиатор, passive radiator). Этот вид акустического оформления сродни фазоинвертору. В корпус устанавливается ещё один диффузор без звуковой катушки и магнитной системы. Звуковая волна, исходящая от мембраны пассивного излучателя складывается с волной низкочастотного динамика. Изменяя массу и размеры диффузора пассивного излучателя можно изменить нижнюю рабочую частоту сабвуфера.
- Бандпасс (бэндпасс, bandpass) Фазоинверторный ящик, разделенный в середине дополнительной стенкой на разные по объёму камеры. Динамик помещен на перегородку между камерами. КПД конструкции выше, чем у фазоинвертора. Название bandpass (полоса пропускания, полосовой фильтр) происходит от способности корпуса ограничивать частотную характеристику сабвуфера. Есть 3 вида бандпассов: 4-й категории, 6-й категории тип-А, 6-й категории тип-Б.
  - 4-я категория: ящик с двумя камерами и с одним фазоинвертором на верхней камере.
  - 6-я категория, тип-А: ящик с двумя камерами и с двумя фазоинверторами, каждый на свою камеру и по-своему настроенные. Достаточно сложен в проектировании и настройке.
  - 6-я категория, тип-Б: ящик с двумя камерами и с двумя фазоинверторами, каждый на свою камеру, но с нижней камеры фазоинвертор направлен в верхнюю камеру, получается верхний фазоинвертор становится общим для двух камер.
- Рупорный сабвуфер (Horn loaded). Рупор чаще всего свернут (folded horn). Такие сабвуферы используются на концертах[источник не указан 4051 день].

## Обозначение для многоколоночных систем
Многоколоночные системы принято обозначать как «количество сателлитов.количество сабвуферов». Например, «2.0» означает две колонки, а «5.1» — пять колонок и сабвуфер.